# Danh sách câu lạc bộ bóng đá ở Wales
Đây là danh sách các câu lạc bộ bóng đá ở Wales và giải đấu cùng hạng đấu các đội đang thi đấu. Một số câu lạc bộ Wales thi đấu ngoài Hệ thống các giải bóng đá ở Wales và được ghi chú lại.
Xem thêm Thể loại:Câu lạc bộ bóng đá Wales, Thể loại:Câu lạc bộ bóng đá giải thể ở Wales
| A                               |                                              |
| Aberaman Athletic               | Welsh Football League Division One           |
| Aberbargoed Buds                | Welsh Football League Division Two           |
| Abergavenny Thursdays           | Gwent County League Division Three           |
| Abertillery Bluebirds           | Welsh Football League Division Two           |
| Aberystwyth Town                | Welsh Premier League                         |
| Aberystwyth University          | Mid Wales Football League Division One       |
| Afan Lido                       | Welsh Premier League                         |
| Airbus UK Broughton             | Welsh Premier League                         |
| Albion Rovers                   | Gwent County League Division One             |
| Amlwch Town                     | Welsh Alliance League Division Two           |
| Ammanford                       | Welsh Football League Division Two           |
| B                               |                                              |
| Bala Town                       | Welsh Premier League                         |
| Bangor City                     | Welsh Premier League                         |
| Barry Town                      | Welsh Football League Division One           |
| Bangor University               | Gwynedd League                               |
| Barmouth & Dyffryn United       | Welsh Alliance League Division One           |
| Berriew                         | Mid Wales Football League Division One       |
| Bethesda Athletic               | Welsh Alliance League Division One           |
| Bettws                          | Welsh Football League Division Two           |
| Blaenau Ffestiniog Amateur      | Welsh Alliance League Division Two           |
| Bodedern Athletic               | Welsh Alliance League Division Two           |
| Borras Park Albion              | Welsh National League Division One           |
| Bow Street                      | Mid Wales Football League Division One       |
| Brickfield Rangers              | Welsh National League Premier Division       |
| Bridgend Street                 | Welsh Football League Division Three         |
| Bridgend Town                   | Welsh Football League Division One           |
| Briton Ferry Llansawel          | Welsh Football League Division Three         |
| Brymbo                          | Welsh National League Premier Division       |
| Bryntirion Athletic             | Welsh Football League Division One           |
| Buckley Town                    | Cymru Alliance                               |
| C                               |                                              |
| Caerau                          | Welsh Football League Division Three         |
| Caerau (Ely)                    | Welsh Football League Division One           |
| Caerleon                        | Welsh Football League Division Two           |
| Caerleon Town                   | Newport and District League Division One     |
| Caernarfon Town                 | Welsh Alliance League Division One           |
| Caersws                         | Cymru Alliance                               |
| Carno                           | Mid Wales Football League Division One       |
| Caldicot Town                   | Welsh Football League Division Two           |
| Cambrian & Clydach Vale         | Welsh Football League Division One           |
| Cardiff City1                   | The Championship                             |
| Cardiff Corinthians             | Welsh Football League Division One           |
| Cardiff Grange Harlequins       | Welsh Football League Division Three         |
| Cardiff Metropolitan University | Welsh Football League Division Three         |
| Carmarthen Town                 | Welsh Premier League                         |
| Castell Alun Colts              | Welsh National League Division One           |
| Cefn                            | Welsh National League Premier Division       |
| Cefn Druids                     | Cymru Alliance                               |
| Cemaes Bay                      | Anglesey League                              |
| Chirk AAA                       | Welsh National League Premier Division       |
| Coedpoeth United                | Welsh National League Premier Division       |
| Colwyn Bay1                     | Conference North                             |
| Conwy United                    | Welsh Alliance League Division One           |
| Corwen                          | Welsh National League Premier Division       |
| Croesyceiliog                   | Welsh Football League Division Two           |
| Cwmaman Institute               | Welsh Football League Division One           |
| Cwmamman United                 | Welsh Football League Division Three         |
| Cwmbran Celtic                  | Welsh Football League Division One           |
| Cwmbran Town                    | Gwent County League Division One             |
| D                               |                                              |
| Denbigh Town                    | Welsh Alliance League Division One           |
| Dinas Powys                     | Welsh Football League Division Two           |
| Dolgellau Athletic              | Mid Wales Football League Division One       |
| Dyffryn Banw                    | Mid Wales Football League Division One       |
| E                               |                                              |
| Ely Rangers                     | Welsh Football League Division Two           |
| F                               |                                              |
| Flint Town United               | Cymru Alliance                               |
| G                               |                                              |
| Gap Connah's Quay               | Welsh Premier League                         |
| Garden Village                  | Welsh Football League Division Two           |
| Garw SBGC                       | South Wales Senior League Division One       |
| Glan Conwy                      | Welsh Alliance League Division One           |
| Glantraeth                      | Gwynedd League                               |
| Goytre (Monmouthshire)          | Welsh Football League Division Three         |
| Goytre United                   | Welsh Football League Division One           |
| Gresford Athletic               | Welsh National League Premier Division       |
| Guilsfield                      | Cymru Alliance                               |
| H                               |                                              |
| Halkyn United                   | Welsh Alliance League Division Two           |
| Haverfordwest County            | Welsh Football League Division One           |
| Hawarden Rangers                | Welsh National League Premier Division       |
| Hay St Marys                    | Mid Wales League Division Two                |
| Holyhead Hotspur                | Welsh Alliance League Division One           |
| Holywell Town                   | Welsh Alliance League Division One           |
| L                               |                                              |
| Lex XI                          | Welsh National League Premier Division       |
| Llanberis                       | Welsh Alliance League Division One           |
| Llandrindod Wells               | Mid Wales Football League Division Two       |
| Llandudno                       | welsh premier league                         |
| Llandudno Junction              | Welsh Alliance League Division One           |
| Llandyrnog United               | Welsh Alliance League Division Two           |
| Llanfair United                 | Mid Wales Football League Division Two       |
| Llanfairpwll                    | Welsh Alliance League Division One           |
| Llanfyllin Town                 | Mid Wales Football League Division Two       |
| Llangefni Town                  | Cymru Alliance                               |
| Llangeinor                      | Welsh Football League Division Three         |
| Llangollen Town                 | Welsh National League Premier Division       |
| Llanidloes Town                 | Mid Wales Football League Division One       |
| Llanrhaeadr                     | Mid Wales Football League Division One       |
| Llanrug United                  | Welsh Alliance League Division One           |
| Llanrwst United                 | Welsh Alliance League Division One           |
| Llansantffraid Village          | Mid Wales Football League Division One       |
| Llantwit Fardre                 | South Wales Amateur League Division One      |
| Llantwit Major                  | Welsh Football League Division Three         |
| Llanwern                        | Welsh Football League Division Three         |
| Llay Welfare                    | Welsh National League Premier Division       |
| Llwydcoed                       | Welsh Football League Division Three         |
| M                               |                                              |
| Maesteg Park                    |                                              |
| Maesycwmmer                     | North Gwent Football League Division One     |
| Merthyr Saints                  | South Wales Amateur League Division Two      |
| Merthyr Town1                   | Southern League Division One South & West    |
| Mold Alexandra                  | Welsh National League Premier Division       |
| Monmouth Town                   | Welsh Football League Division One           |
| Morriston Town                  | Swansea Senior League Division Two           |
| Mostyn Dragons                  | Clwyd League Division One                    |
| N                               |                                              |
| Nantlle Vale                    | Welsh Alliance League Division Two           |
| Nefyn United                    | Welsh Alliance League Division One           |
| Newbridge-on-Wye                | Mid Wales Football League Division One       |
| Newcastle Emlyn                 | Welsh Football League Division Two           |
| Newport Civil Service           | Welsh Football League Division Three         |
| Newport County1                 | Football League Two                          |
| Newport YMCA                    | Welsh Football League Division Two           |
| Newtown                         | Welsh Premier League                         |
| O                               |                                              |
| Overton Recreation              | Welsh National League Premier Division       |
| P                               |                                              |
| Penparcau                       | Mid Wales Football League Division One       |
| Penrhiwceiber Rangers           | Welsh Football League Division Two           |
| Penrhyncoch                     | Cymru Alliance                               |
| Penrhyndeudraeth                | Welsh Alliance League Division One           |
| Pentwyn Dynamo                  | South Wales Senior League Division One       |
| Penycae                         | Welsh National League Premier Division       |
| Pontardawe Town                 | Welsh Football League Division One           |
| Pontyclun                       | Welsh Football League Division Three         |
| Pontypridd Town                 | Welsh Football League Division Three         |
| Port Talbot Town                | Welsh Premier League                         |
| Porth                           | Welsh Football League Division One           |
| Porthcawl Town Athletic         | Welsh Football League Division Three         |
| Porthmadog                      | Cymru Alliance                               |
| Prestatyn Town                  | Welsh Premier League                         |
| Presteigne St. Andrews          | Mid Wales Football League Division Two       |
| Pwllheli                        | Welsh Alliance League Division One           |
| R                               |                                              |
| Rhayader Town                   | Mid Wales Football League Division One       |
| Rhos Aelwyd                     | Cymru Alliance                               |
| Rhuddlan Town                   | Clwyd League Premier Division                |
| Rhydymwyn                       | Cymru Alliance                               |
| Rhyl                            | Welsh Premier League                         |
| Risca United                    | Welsh Football League Division Three         |
| Rogerstone                      | Gwent County League                          |
| Ruthin Town                     | Cymru Alliance                               |
| S                               |                                              |
| Seven Sisters                   | Neath & District League Premier Division     |
| South Gower                     | Swansea Senior League Division One           |
| Swansea City1                   | Premier League                               |
| T                               |                                              |
| Taff's Well                     | Welsh Football League Division One           |
| Tata Steel                      | Welsh Football League Division Two           |
| Technogroup Welshpool Town      | Cymru Alliance                               |
| The New Saints2                 | Welsh Premier League                         |
| Ton Pentre                      | Welsh Football League Division One           |
| Tonyrefail Welfare              | Rhondda & District League                    |
| Tredegar Town                   | Welsh Football League Division Three         |
| Trefonen2                       | Montgomeryshire Football League Division One |
| Treharris Athletic Western      | Welsh Football League Division Two           |
| Treowen Stars                   | Welsh Football League Division Three         |
| Troedyrhiw Town                 | South Wales Amateur League Division One      |
| Tywyn & Bryncrug                | Mid Wales Football League Division One       |
| U                               |                                              |
| Undy Athletic                   | Welsh Football League Division Three         |
| V                               |                                              |
| Venture Community               | Welsh National League Premier Division       |
| W                               |                                              |
| Waterloo Rovers                 | Mid Wales Football League Division One       |
| West End                        | Welsh Football League Division One           |
| Wrexham1                        | Conference National                          |
| Y                               |                                              |
| Ystradgynlais                   | Neath & District League Premier Division     |
|                                 |                                              |